# Australobiosis bidens
Australobiosis bidens är en nattsländeart som beskrevs av Schmid 1989. Australobiosis bidens ingår i släktet Australobiosis och familjen Hydrobiosidae. Inga underarter finns listade i Catalogue of Life.